# حرائق الغابات في المملكة المتحدة 2019
حرائق الغابات في المملكة المتحدة عام 2019 كانت عبارة عن سلسلة من حرائق الغابات التي بدأت في 26 فبراير عام 2019 وانتهت في 18 مايو عام 2019. اعتبرت سلسلة حرائق الغابات غير اعتيادية نظرًا لوقوعها في وقت مبكر من العام. شملت المناطق المتضررة من حرائق الغابات في عام 2019 تلك التي كانت قد احترقت بالفعل بسبب حرائق الغابات في صيف عام 2018. سببت الحرائق العديد من مشكلات التلوث الجوي في المملكة المتحدة. تُعزى أسباب معظم الحرائق إلى ارتفاع درجات حرارة أعلى بكثير من المتوسط وظروف القحط السائدة منذ ربيع عام 2018. سُجل 137 حريقًا امتد لأكثر من 25 هكتارًا (250,000 متر مربع) في المملكة المتحدة في عام 2019. تجاوز ذلك الرقم القياسي السابق البالغ 79 حريقًا من عام 2018.

## خلفية
تعد حرائق الغابات حدثًا سنويًا شائعًا في المملكة المتحدة، رغم أنها نادرًا ما تكون خطيرة وتكون ذات تأثير محدود بصورة عامة. وفقًا لهيئة الغابات، بين عامي 2009 و2017، احترق نحو 4,600 هكتار (11,000 فدان؛ 18 ميل مربع) من الأراضي بسبب حرائق الغابات كل عام في إنجلترا، وغطت معظمها أقل من 1 هكتار (2.5 فدان؛ 12,000 ياردة مربعة) بينما تجاوزت خمسة فقط منها مساحة تزيد عن 1,000 هكتار (2,500 فدان؛ 3.9 ميل مربع). باستثناء السنوات التي تمتاز بمعدل هطول أمطار أعلى من المتوسط، تحدث حرائق الغابات في المملكة المتحدة عادةً في موجتين بين مارس وأبريل، ويوليو وسبتمبر، وتكون غير شائعة قبل الربيع. يُسمح بإشعال الحرائق المحكومة لتنظيم نمو نبات الكالونا في إنجلترا واسكتلندا من أكتوبر حتى منتصف أبريل. 
شهدت المملكة المتحدة سابقًا عددًا كبيرًا من حرائق الغابات في صيف عام 2018 بعد نوبات ارتفاع درجات الحرارة وانخفاض مستويات هطول الأمطار في الأشهر السابقة. وقعت فترات ملحوظة أخرى من زيادة نشاط حرائق الغابات الوطنية رافقتها سنوات تميزت بانخفاض مستويات هطول الأمطار عن المتوسط، كما حدث في الأعوام 1976 و2003 و2006 و2011.

## الأسباب
اعتُبرت درجات الحرارة المرتفعة في فبراير وأبريل عوامل مساهمة في مدى انتشار حرائق الغابات في وقت مبكر من العام. في 26 فبراير، بلغت أعلى درجة حرارة شتاء مسجلة على الإطلاق في المملكة المتحدة 21.2 درجة مئوية (70.2 درجة فهرنهايت) في حدائق النباتات الملكية (كيو). كان سبب ذلك هو نظام الضغط العالي فوق أوروبا الوسطى الذي دفع الهواء من خطوط العرض الجنوبية نحو المملكة المتحدة وأيرلندا، ما أدى إلى ظروف جافة مستقرة وطقس دافئ غير معتاد. تجاوزت إنجلترا واسكتلندا وويلز جميعها درجات الحرارة الإقليمية المسجلة الخاصة بها، إذ تجاوزت إنجلترا وويلز 20.0 درجة مئوية (68.0 درجة فهرنهايت) في فصل الشتاء لأول مرة. شهدت عطلة عيد الفصح في أواخر أبريل ظروفًا جوية دافئة للغاية. سجلت اسكتلندا وويلز وأيرلندا الشمالية أعلى درجات حرارة في عيد الفصح في 20 أبريل، إذ سجلت جميع الدول الأربع في المملكة المتحدة أعلى درجات حرارة في يوم الاثنين الذي يتلو عيد الفصح.